# City of Albany
City of Albany is een Local Government Area (LGA) in Australië in de staat West-Australië. City of Albany telde 38.763 inwoners in 2021. De hoofdplaats is Albany.

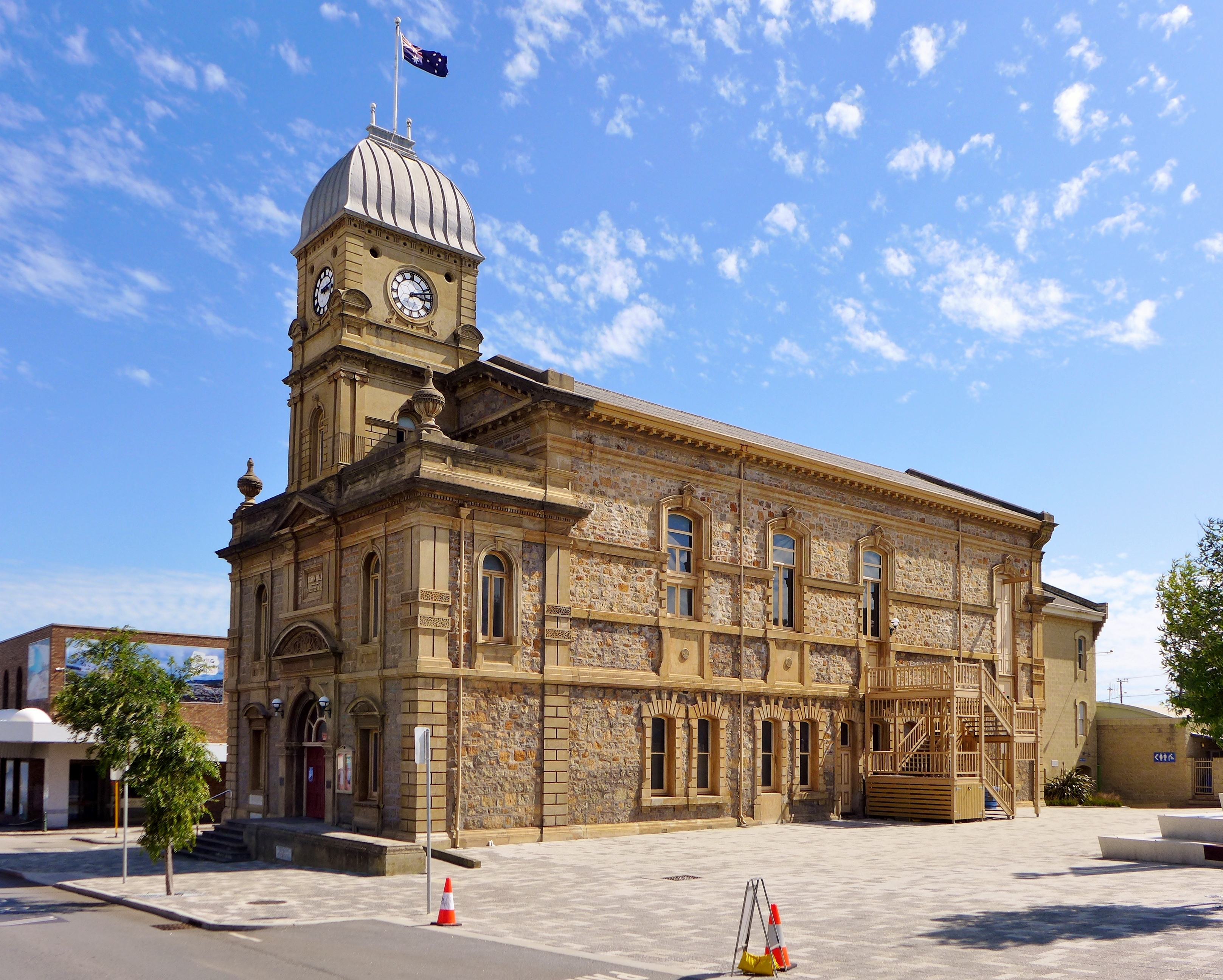
Stadhuis van Albany in 2019

## Geschiedenis
Op 21 februari 1879 werd het 'Albany Municipal District' opgericht en op 10 april 1896 het omliggende 'Albany Road District'.
Ten gevolge de 'Local Government Act' van 1960 veranderde de districten op 23 juni 1961 van naam. Het 'Albany Municipal District' werd de 'Town of Albany' en het 'Albany Road District' de 'Shire of Albany'.
Op 7 mei 1998 werden beide bestuursgebieden samengevoegd tot de 'City of Albany'.

## Beschrijving
City of Albany is een district in de regio Great Southern. Het is 4.312 km² groot en ligt ongeveer 410 kilometer ten zuidzuidoosten van de West-Australische hoofdstad Perth.
Het bestuursgebied telde 38.763 inwoners in 2021.

## Plaatsen, dorpen en lokaliteiten
| - Albany - Bayonet Head - Big Grove - Bornholm - Centennial Park - Collingwood Heights - Collingwood Park - Elleker - Emu Point - Frenchman Bay - Gledhow - Goode Beach | - Kalgan - King River - Lange - Little Grove - Lockyer - Lower King - Manypeaks - McKail - Milpara - Mira Mar - Mount Clarence - Mount Elphinstone | - Mount Melville - Orana - Port Albany - Redmond - Robinson - Seppings - Torbay - Walmsley - Warrenup - Wellstead - Willyung - Yakamia |